# Wydad de Fès
Wydad Athletic de Fès is een Marokkaanse voetbalclub uit Fès. De club werd opgericht in 1948. Tegenwoordig speelt de club in de Botola 2.
Wydad de Fès werkt haar wedstrijden af in het Hassan II-stadion.
Raja de Beni Mellal ·
Club Jeunesse Ben Guerir ·
Rachad Bernoussi ·
Youssoufia Berrechid ·
Maghreb Fez ·
Wydad de Fès ·
JA Kasbah Tadla ·
KAC Kenitra ·
Jeunesse Massira ·
Mouloudia Oujda ·
US Musulmane d'Oujda ·
AS Salé ·
Union de Sidi Kacem ·
Wydad de Témara ·
Ittihad Zemmouri de Khémisset